# جنت اشتاینبک
جنت اشتاینبک (انگلیسی: Janet Steinbeck؛ زادهٔ ۲۷ فوریهٔ ۱۹۵۱) شناگر اهل استرالیا است.
وی در مسابقات کشوری و بین‌المللی در مجموع برندهٔ ۲ مدال نقره شده‌است.